# Október 12.
Október 12. az év 285. (szökőévben 286.) napja a Gergely-naptár szerint. Az évből még 80 nap van hátra.
Névnapok: Miksa + Edvin, Edvina, Fáta, Maximilián, Misa, Pilár, Rezső, Szeráf, Szerafin, Szerafina, Tirzusz

## Események
- 1492 – Kolumbusz Kristóf kiköt a Bahama-szigeteken, a mai San Salvadoron: „felfedezi Amerikát”.
- 1726 – Poroszország elismeri a Pragmatica sanctiót.
- 1810 – Az első „Oktoberfest” Bajorországban, a bajor királyság München polgárait Ludwig koronaherceg és Therese von Sachsen-Hildburghausen esküvői ceremóniájára invitálja.
- 1847 – Ernst Werner von Siemens német feltaláló megalapítja a Siemens AG & Halske céget.
- 1872 – I. Ferenc József király szentesíti a kolozsvári egyetem felállításáról szóló törvényt.[2]
- 1875 – Esztergomban megnyílik a Keresztény Múzeum.
- 1877 – Budapesten átadják az Összekötő vasutat (mai nevekkel Kőbánya felső–Kelenföld) és az Összekötő vasúti hidat.
- 1902 – Leleplezik Fadrusz János Mátyás király-szobrát a kolozsvári főtéren.
- 1902 – A magyar labdarúgó-válogatott lejátssza első hivatalos mérkőzését Bécsben, mely a „sógorok” 5:0-s győzelmével végződik. A magyar csapat balösszekötője Hajós Alfréd, a kétszeres olimpiai bajnok úszó.
- 1927 – Joszif Visszarionovics Sztálin lesz a Szovjetunió első számú vezetője, miután Lev Davidovics Trockijt eltávolítják a Kommunista Pártból.
- 1928 – Először használnak vastüdőt (egy bostoni gyermekkórházban).
- 1930 – Megalakul a Független Kisgazdapárt, vezetője: Szijj Bálint.
- 1933 – Megnyílik az Alcatraz, mint szövetségi börtön.
- 1936 – Darányi Kálmán miniszterelnök alakít kormányt.
- 1956 – A Legfőbb Ügyészség utasítására letartóztatták Farkas Mihály volt honvédelmi minisztert.
- 1960 – Nyikita Szergejevics Hruscsov, az SZKP főtitkára a cipőjével veri az asztalt az ENSZ közgyűlésén.
- 1964 – Útnak indul az első többszemélyes szovjet űrhajó, a Voszhod–1.
- 1968 – Megkezdődnek a 19. nyári olimpiai játékok Mexikóvárosban.
- 1971 – Bemutatják a Broadway-on, a Mark Hellinger Színházban Andrew Lloyd Webber és Tim Rice művét, a Jézus Krisztus szupersztár c. musicalt.
- 1971 – Kezdetét veszi Iránban az ún. perszepoliszi parti.
- 1974 – Jasszer Arafat látogatása Magyarországon.
- 1975 – A Magyar Nemzeti Galéria megnyitása.
- 1977 – A NATO keretein belül létrehozzák az Atomtervező Csoport Magas Szintű Részlegeit a hadszíntéri atomeszközök korszerűsítésének vizsgálatára.
- 1982 – Jurij Vlagyimirovics Andropovot választják meg az elhunyt Leonyid Iljics Brezsnyev utódjának a Szovjetunió Kommunista Pártja főtitkári tisztségébe.
- 1986 – Reykjavíkban Ronald Reagan és Mihail Gorbacsov leszerelési megbeszélései konkrét eredmény nélkül záródnak.
- 1988 – Izrael és Kína kereskedelmi egyezményt köt, valamint aláírja a diplomáciai kapcsolatot helyreállító tervet.
- 2000 – Kipattan a Székely-ügy.
- 2002 - Terrorista merénylet történik Balin. Turisták által látogatott több szórakozóhelyen két bomba robban, 202 embert megölve és további 300-at megsebesítve.[3]
- 2003 – Michael Schumacher hatodik világbajnoki címe a Formula–1-ben, mely 2020-ig csúcsot jelentett a sportág történetében. Őt Lewis Hamilton előzte meg ebben 2020. november 15-én.
- 2005 – Pályára állítják a második kínai űrhajót, a Sencsou–6-ot.
- 2008 – Maria Bernarda Bütler katolikus apáca, rendalapító szentté avatása.

## Sportesemények
Formula–1
- 1986 –  mexikói nagydíj, Mexikóváros - Győztes: Gerhard Berger  (Benetton BMW Turbo)
- 1997 –  japán nagydíj, Suzuka - Győztes: Michael Schumacher  (Ferrari)
- 2003 –  japán nagydíj, Suzuka - Győztes: Rubens Barrichello  (Ferrari)
- 2008 –  japán nagydíj, Fuji - Győztes: Fernando Alonso  (Renault)
- 2014 –  orosz nagydíj, Sochi International Street Circuit  - Győztes:  Lewis Hamilton  (Mercedes)

Labdarúgás
- 2018 – A magyar labdarúgó-válogatott 2018. október 12-i mérkőzése: Görögország–Magyarország (Nemzetek Ligája)

## Születések
- 1537 – VI. Eduárd angol király († 1553)
- 1558 – III. Miksa osztrák főherceg. († 1618)
- 1798 – I. Péter brazil császár mint IV. Péter Portugália királya. († 1834)
- 1803 – Alexander Turney Stewart az első amerikai nagyáruház létrehozója († 1876)
- 1842 – Robert Gillespie Reid skót vasúti vállalkozó († 1908)
- 1872 – Ralph Vaughan Williams angol zeneszerző († 1958)
- 1873 – Nadežda Petrović szerb festőnő, Szerbia leghíresebb fauvista festője († 1915)
- 1875  – Aleister Crowley brit író, költő, okkultista, hegymászó, hedonista, társadalomkritikus († 1947)
- 1882 – Gulácsy Lajos magyar festőművész († 1932)
- 1891 – Konoe Fumimaro japán politikus, miniszterelnök († 1945)
- 1898 – Révai József magyar kommunista politikus, miniszter, író, Kossuth-díjas (1949), az MTA tb. tagja (1949) († 1959)
- 1902 – Relle Gabriella magyar opera-énekesnő († 1975)
- 1906 – Piero Taruffi olasz autóversenyző († 1988)
- 1912 – Mike Burch (Michael Burch) amerikai autóversenyző († 1955)
- 1913 – Hajduska István magyar író († 1992)
- 1918 – Frank Armi amerikai autóversenyző († 1992)
- 1928 – Jerzy Semkow lengyel karmester († 2014)
- 1933 – Déry Gabriella Kossuth-díjas magyar opera-énekesnő († 2014)
- 1935 – Luciano Pavarotti olasz operaénekes, tenor († 2007)
- 1937
  - Berkes Balázs magyar nagybőgős, zenetanár
  - Paul Hawkins (Robert Paul Hawkins) ausztrál autóversenyző († 1969)
- 1941 – Vayer Tamás kétszeres Balázs Béla-díjas magyar díszlettervező, érdemes és kiváló művész († 2001)
- 1942 – Dózsa László  magyar színész, rendező, érdemes és kiváló művész († 2023)
- 1943 – Bertil Roos svéd autóversenyző († 2016)
- 1946 – Sárosi László olimpiai bajnok vízilabdázó
- 1948 – Rick Parfitt a Status Quo zenekar ritmusgitárosa, énekese   († 2016)
- 1949 – Ilich Ramírez Sánchez (ismert nevén Carlos, a „Sakál”), venezuelai születésű nemzetközi terrorista
- 1953 – Parti Nagy Lajos Kossuth-díjas magyar író, költő
- 1957 – Csillag Endre magyar gitáros
- 1960 – Radványi Dorottya Kazinczy-díjas magyar tévébemondó, műsorvezető, műsor szerkesztő.
- 1968
  - Sophie von Kessel német színésznő
  - Hugh Jackman Golden Globe-díjas ausztrál színész
- 1974 – Zádory Édua Amarilla magyar hegedűművész
- 1977
  - Nino Surguladze grúz opera-énekesnő (mezzoszoprán)
  - Kasia Glowicka lengyel zeneszerző, a számítógépes zene tanára
- 1981 – Engin Akyürek török színész
- 1984 – Victoria Poon kanadai úszónő
- 1985 – Darázs Péter magyar gyorskorcsolyázó
- 1988 – Jules Cluzel francia motorversenyző
- 1992 – Josh Hutcherson amerikai színész
- 1995 – Yiğit Koçak török színész
- 1999 – Ferdia Walsh-Peelo ír színész, énekes

## Halálozások
- 0638 – I. Honoriusz pápa (* 585 k.)
- 0642 – IV. János pápa (* 600 k.)
- 1492 – Piero della Francesca olasz matematikus, művészetelméleti író, a korai reneszánsz, az itáliai quattrocento festészetének mestere (* 1420)
- 1504 – Corvin János horvát-szlavón bán, I. Mátyás király természetes fia (* 1473)
- 1576 – Miksa magyar király (* 1527)
- 1730 – IV. Frigyes dán király (* 1671)
- 1825 – Müller Ferenc József osztrák származású kémikus és mineralógus, a tellúr és a turmalin felfedezője (* 1742)
- 1859 – Robert Stephenson angol építőmérnök, mozdony- és vasútgép-gyártó vállalkozó, hídépítő (* 1803)
- 1870 – Robert E. Lee amerikai tábornok, az amerikai polgárháborúban a konföderációs haderő parancsnoka (* 1807)
- 1882 – Pomucz György az 1848-49-es magyar szabadságharc honvéd századosa, az amerikai polgárháború címzetes (Brevet) dandártábornoka és amerikai diplomata (* 1818)
- 1895 – Szarvas Gábor nyelvész, a magyar nyelvművelés megteremtője (* 1832)
- 1902 – Adler Mór magyar festőművész (* 1826)
- 1924 – Anatole France Nobel-díjas francia író (* 1844)
- 1943
  - Papp Ferenc irodalomtörténész, az MTA tagja (* 1871)
  - Max Wertheimer cseh pszichológus, a pszichológia alaklélektani irányának egyik megalapítója (* 1880)
- 1945 – Bánlaky József honvédtiszt, hadtörténész (* 1865)
- 1951 – Gombaszögi Ella magyar színésznő (* 1894)
- 1966 – Gál Sándor magyar színész, érdemes művész (* 1901)
- 1971 – Gene Vincent a rock and roll egyik meghatározó alakja (Be-Bop-a-Lula) (* 1935)
- 1979 – Marton Endre kétszeres Kossuth-díjas magyar rendező, színigazgató (* 1917)
- 1985 – Duke Dinsmore (J. Carlyle Dinsmore) amerikai autóversenyző (* 1913)
- 1986 – Fényes Szabolcs Erkel Ferenc-díjas magyar zeneszerző, színiigazgató (* 1912)
- 1991 – Taso Mathieson (Thomas Alastair Sutherland Ogi Mathieson) brit autóversenyző (* 1908)
- 1992 – Vámosi Nagy István magyar zenetörténész, bölcsész, tanár, író, antropozófus (* 1919)
- 1997 – John Denver amerikai énekes (* 1943)
- 2000 – Sükösd Mihály József Attila-díjas magyar író, szerkesztő (* 1933)
- 2001 – Witold Szalonek lengyel zeneszerző és zenepedagógus (* 1927)
- 2002 – Ray Conniff zenekarvezető (* 1916)
- 2006 – Eugène Martin francia autóversenyző (* 1915)
- 2007 – Soe Win tábornok, Mianmar miniszterelnöke (* 1948)
- 2011 – Herskó János Kossuth-díjas magyar filmrendező (* 1926)
- 2013 – Móricz Ildikó magyar színésznő (* 1938)
- 2020 – Conchata Ferrell amerikai színésznő (* 1943)

## Nemzeti ünnepek, emléknapok, világnapok
- Spanyolország nemzeti ünnepe. Amerika felfedezésének napja. (1492)
- Uruguay, Venezuela, Chile, Paraguay, Mexikó, Argentína, Costa Rica, Kolumbia:: Amerika felfedezésének napja.
- Az Egyenlítői-Guinea függetlenségének napja (National Day – 1968 )